# Albert De Coninck
Albert De Coninck (Alderley Edge bij Manchester, 9 oktober 1915 - Berchem, 6 december 2006) was een Belgisch communist, vrijwillige strijder in de Spaanse Burgeroorlog en leider van de Partizanen in Vlaanderen.

## Levensloop

### Jeugd
Afgestudeerd aan het Atheneum van Mechelen wordt De Coninck in 1932 lid van de Kommunistische Jeugd (KJ), de jeugdorganisatie van de Kommunistische Partij van België (KPB). In 1935 is hij regionaal secretaris van de KJ.

### Spanje
Hij vertrekt na in België de dienstplicht te hebben vervuld op 2 februari 1937 via Parijs naar Spanje om daar als lid van de Internationale Brigades aan de kant van de Volksfront-regering te vechten tegen de fascistische opstandelingen onder leiding van generaal Franco. Eerst wordt hij ingezet als cartograaf rondom Albacete, later wordt hij achter het vijandelijk front in Andalusië ingezet voor guerrilla-activiteiten als het saboteren van spoorwegen, het overvallen van garnizoenen en het uitvoeren van schijnaanvallen om het vijandelijk front te destabiliseren.
Later, in de jaren tachtig, wordt De Coninck op grond van zijn verdiensten benoemd tot ereburger van Spanje.

### Mobilisatie
In België teruggekomen wordt hij politiek secretaris in Mechelen. Niet lang daarna moet hij in oktober 1938 vrijwel direct onder de wapenen: België mobiliseert het leger vanwege de Sudetencrisis. Hij wordt wegens desertie, omdat hij zich te laat bij het leger meldt, en het dienst nemen in een vijandelijk leger, opgepakt, maar komt er bij de krijgsraad vanaf met een lichte boete. De Coninck wordt gelegerd in de buurt van Luik, maar een bevriende liberale majoor zendt hem begin 1940 naar een militair hospitaal in Doornik. Vandaar geraakt hij aan het begin van de Achttiendaagse Veldtocht eerst in Bergen, later in Brussel en daarna in Kortrijk.

### Ontsnapt
Uiteindelijk komt hij terecht tussen Britse troepen die zich terugtrekken op Duinkerke. De Duitsers vatten hem en maken hem krijgsgevangen. De Coninck weet te ontsnappen en neemt contact op met de partijleiding die inmiddels ondergedoken is en vanuit de illegaliteit de partijleden voorbereidt op het verzet. In januari 1941 organiseren de communisten (dus lang voor de inval van Duitsland in Rusland) in Luik de eerste stakingen tegen de bezetter. De Coninck verblijft in die tijd in Wilrijk, nota bene wonend tegenover een Kommanda(n)tur.

### Verzet
Als Duitsland in juni 1941 de Sovjet-Unie binnenvalt, vormt De Coninck zich, met zijn militaire achtergrond, om tot verzetsman, eerst actief rondom Mechelen. In september 1942 gaat hij in West-Vlaanderen vanuit Kortrijk, Diksmuide en Moorslede de clandestiene KPB leiden. De leden van de KPB die in het verzet zitten, noemen zich dan partizanen. Wanneer de Gestapo in 1942 de rangen drastisch uitdunt door vele arrestaties neemt De Coninck het commando op zich en hervormt de West-Vlaamse Partizanen tot het vrijkorps met de codenaam B-3. Vanwege zijn durf en vernuft leidt hij in de loop van 1943 vanuit Heusden ook de Oost-Vlaamse en begin 1944 vanuit Brussel alle Vlaamse partizanen. Bij de intocht van de geallieerden op 3 september 1944 wordt hij in Sint-Gillis abusievelijk gearresteerd door het Geheim Leger, dat hem echter snel laat gaan. In Leuven trommelt hij de plaatselijke partizanen bij elkaar en trekt als colonne met het Canadese regiment "Duke of York" naar de Scheldemonding om deze met hulp van het Oost-Vlaamse vrijkorps van Duitsers te zuiveren. Na de bevrijding wordt hij op grond van zijn verdiensten in het verzet benoemd tot luitenant-kolonel in het Belgische leger, ontvangt de Orde van Leopold II en de Kroonorde (naast vele andere civiele en militaire onderscheidingen), en in 1953 uit handen van Winston Churchill de Royal Victorian Order, een zeer hoge Britse onderscheiding.

### Naoorlogse politiek
Hij wordt door de KPB in 1944 aangesteld als politiek partijsecretaris voor de KPB-federatie in Kortrijk; later wordt hij voor dezelfde functie aangesteld in Antwerpen. In 1951 schopt hij het tot lid van het Politiek Bureau, de partijleiding, van de KPB. In 1957 wordt hij nationaal secretaris, eerst belast met internationale betrekkingen (hij behartigt in Kongo de betrekkingen van het Antifascistisch Comité van Oud-Kolonialen), later met de partijorganisatie. In 1982 legt hij zijn functies neer. In 1986 wordt hij benoemd tot erelid van de partij.
Albert De Coninck werkte mee in het VAKA (Vlaams Aktie Komitee tegen Atoomwapens). Hij stond tevens als kandidaat op de lijst van Agalev bij de gemeenteraadsverkiezingen in de gemeente Edegem.
Eind 2006 is Albert De Coninck op 91-jarige leeftijd in Berchem overleden.
- International Standard Name Identifier: 0000 0003 9094 7697
- Nederlandse Thesaurus van Auteursnamen: 071969187
- Virtual International Authority File: 284698695
- WorldCat: E39PBJmHPCYPPVGH4vWG8GyyBP